# 쿠무
쿠무(에스토니아어: Kumu)는 에스토니아 탈린에 있는 미술관이다. 유럽 박물관 포럼으로부터 2008년 유럽 올해의 박물관상을 수상했다.